# Radio Reloncaví
Radio Reloncaví es una radioemisora chilena ubicada en la frecuencia 930 AM en Puerto Montt en 1980, y en el 101.5 FM de Puerto Montt inaugurado el 2000, Radio Reloncaví actualmente transmite noticias y música.

## Historia
Reloncaví inicio sus transmisiones en el 930 AM en 1978.
En la década de los años 80s tuvo una gran audiencia con programas que marcaron toda una época como el " Supermercado Musical " que contaba con el personaje " El abuelo Jencho" , la "Radio guía del trabajo" , los "Mensajes" y por las tardes el programa " Lápiz , goma , punto y coma". También era muy escuchado su programa " Deporte a Deporte" con los relatos desde los estadios de Darío Verdugo Petit y el apoyo desde los estudios de Juan Carlos Palma Maldonado. 
Inolvidables fueron tanto la cadena que hacía todas las mañanas con Radio Portales con " Unidos para unir a Chile" dando las noticias de Chile y el mundo , como su tradicional " Mensaje de Año Nuevo" que comenzaba unos 10 minutos antes que llegara el nuevo año
En 2003, se integra en el dial FM 101.5 FM.
En 2013, Radio Reloncaví deja patrimonial edificio en Puerto Montt.
El 29 de mayo de 2017, Radio Reloncaví a las 08:45 AM sufrió un incendio en los Estudios de Edificio España del tercer piso.
En enero de 2024, Radio Reloncavi  se integra en el dial 94.1 FM de Castro